# خانه دوم‌اینو
خانهٔ دومینو یک ساختمان یک طبقهٔ باز است که توسط لو کوربوزیه طراحی شده‌است. (سال ۱۹۱۴–۱۹۱۵) که یک ایدهٔ طراحی برای ساخت در سری‌های مختلف است که ترتیبی است که لوکوربوزیه در معماری کلاسیک کشف کرد.

## تاریخچه
این خانه نخستین پیشگونه و مدلی است که سکوی فیزیکی خانه سازی انبوه را در بر می‌گیرد. نام این خانه ترکیب و جناسی است از اشاره به کلمهٔ دوموس که در لاتین به معنای خانه و تکه‌های بازی دومینو است زیرا نقشهٔ طبقه شباهت زیادی به این بازی دارد و همچنین واحدها مانند قطعات بازی دومینو در کنار هم ردیفی از خانه‌ها را با این الگو تشکیل داده‌اند.

## طراحی
این مدل نشان دهندهٔ یک نقشهٔ طبقهٔ باز است که عبارت است از تخته سنگ‌های بتونی که مقدار کم و باریکی از آن‌ها است، تقویت‌کننده ستون‌های بتونی در اطراف لبه‌ها است. همراه با یک راه‌پله که امکان دسترسی به هر یک از قسمت‌ها را می‌دهد. چارچوب و هدف کلی این بوده که طبقه‌ها کاملاً مجزا و مستقل باشند و به آن‌ها آزادی طراحی شکل و طرح داخلی آن‌ها نیز داده شود. این مدل باعث حذف دیوارهای حمال و میله‌های نگه دارندهٔ سقف شده‌است.

## تأثیرات
این طراحی باعث به وجود آمدن پایه و اساسی برای اکثر طراحی‌های لو کوربوزیه تا ۱۰ سال بعد از آن شد.